# 角量子数
角量子數（英語：Azimuthal quantum number），即軌域角動量的量子數，通常用小寫英文字母{\displaystyle l}來表示。從經典力學的概念可知，任何旋轉體都有繞軸的角動量。它是一個矢量。當它不是連續變動時，會取不同的離散值，是量子化的。在原子物理中，这个量子数决定了電子雲的形状。例如，电子所处的{\displaystyle s,p,d,f,g}分别对应的角量子数分别是{\displaystyle l=0,1,2,3,4}，其他情况以此类推。